# Callichthys callichthys
Espèce
Synonymes
- Calichthys callichthys (Linnaeus, 1758)[2]
- Callichthys affinis Günther, 1864[3] [2]
- Callichthys arcifer Hensel, 1868[2]
- Callichthys asper Quoy & Gaimard, 1824[3] [2]
- Callichthys asper Valenciennes, 1840[2]
- Callichthys caelatus Valenciennes, 1840[3] [2]
- Callichthys callichthys bolteni Hoedeman, 1952[2]
- Callichthys callichthys demararae Hoedeman, 1952[2]
- Callichthys depressus Swainson, 1839[2]
- Callichthys hemiphractus Hensel, 1868[2]
- Callichthys kneri Gill, 1858[3]
- Callichthys laeviceps Valenciennes, 1840[3]
- Callichthys loricatus Gronow, 1854[3]
- Callichthys tamoata Bleeker, 1864[3]
- Silurus callichthys Linnaeus, 1758[3]

Callichthys callichthys, également appelé cascarudo, poisson-chat armé, poisson-chat bubblenest, hassar, ou poisson-chat, est un poisson d'eau douce subtropical appartenant à la sous-famille Callichthyinae de la famille des Callichthyidae.

## Taxonomie
Il a été à l'origine décrit comme Silurus callichthys par Linnaeus en 1758. Cette dénomination est susceptible de représenter un complexe d'espèces.

## Distribution et habitat
C. callichthys est distribué dans tous les principaux bassins hydrographiques d'Amérique du Sud. Son aire de répartition est donc très vaste, allant de Trinidad à Buenos Aires, en Argentine, en passant par les systèmes du cours supérieur de l'Amazone et du Paraguay. Il vit dans une variété de types d'eau, des conditions anoxiques (zones d'eau stagnante entourées par une végétation dense) à des cours d'eau légèrement turbides, mais à écoulement libre. Il peut être trouvé dans les eaux avec la gamme de pH de 5.8 à 8.3, une dureté de l'eau de 0-30 dGH , et une gamme de température comprise entre 18 et 28 °C. Lorsque son biotype devient sec, il peut sortir de l'eau, en raison de sa capacité à avaler de l'air et utiliser ses intestins pour absorber l'oxygène de l'atmosphère, pour trouver plus d'eau. Ce poisson peut traverser une route pour aller chercher de l'eau de l'autre côté.

## Description
Le poisson peut atteindre une taille de 20 centimètres. Les femelles sont plus grandes et plus robustes, et sont d'un vert olive terne, tandis que les mâles sont de couleur plus brillante, présentant une délicate coloration bleue ou violette latérale, avec une épine de la nageoire pectorale plus développée et plus longue de couleur brun rougeâtre et bordée de orange ou rougeâtre-orange.

## Comportement

### Alimentation
Il se nourrit la nuit de poissons, d'insectes et de matières végétales. Les juvéniles se nourrissent de rotifères, en plus des microcrustacés et des larves d'insectes aquatiques qu'ils trouvent lorsqu'ils creusent dans le substrat.

### Reproduction
Pendant la reproduction, le ventre du mâle devient orange et ses épines pectorales deviennent plus longues et plus épaisses. Le mâle construit un nid de bulles avec des plantes flottantes, le gardant et le défendant farouchement après que la femelle ait déposé ses œufs.

### Relation avec les humains
Ce poisson est un poisson vendu dans le commerce aquariophile. Il est également pêché pour la consommation.